# Medaglia di Liyakat
La medaglia di Liyakat (in turco: Liyakat Madalyasi, in italiano: medaglia di merito) è una decorazione militare dell'Impero ottomano.

## Storia
La medaglia venne istituita nel 1890 dal sultano Abdul-Hamid II principalmente come decorazione di merito militare e venne largamente concessa nell'ambito della prima guerra mondiale. La medaglia poteva essere concessa anche a civili per meriti nei confronti della società. Dal 1905 venne concessa anche alle donne per opere caritatevoli e altri meriti civili. 
The medal measured 25 mm in diameter came in both gold and silver classes. It was suspended from a red ribbon with narrow green side stripes. During World War I a clasp of two crossed swords was attached to the ribbon with the date AH 1333 (1915) inscribed upon them.

## Insegne
- Il diametro della  medaglia è di 25 mm e riporta sul diritto il grande stemma dell'Impero Ottomano.

- Il nastro è rosso con una striscia verde per parte. Le medaglie concesse durante la prima guerra mondiale ottennero la possibilità di aggiungere una barretta con l'anno 1333 (1915) sotto un paio di sciabole incrociate.